# Kamil Jóźwiak
Kamil Jóźwiak, né le 22 avril 1998 à Międzyrzecz en Pologne, est un footballeur international polonais qui joue au poste d'ailier gauche au Grenade CF.

## Biographie

### Carrière en club

#### Lech Poznan
Né à Międzyrzecz en Pologne, Kamil Jóźwiak est formé au Lech Poznań, club qui le fait débuter en Ekstraklasa le 28 février 2016 sur la pelouse du Jagiellonia Białystok. Il entre en jeu en début de seconde mi-temps. Son équipe s'incline sur le score de 2 buts à 0. Le 15 mai de la même année, il inscrit son premier but en championnat contre le Ruch Chorzów. Buteur lors de ce match, il est également passeur décisif lors de cette rencontre, où le Lech Poznań s'impose par 3 buts à 0.
Il est prêté pour la seconde partie de la saison 2016-2017 au GKS Katowice, où il inscrit deux buts en douze matchs.
En avril 2019 il prolonge son contrat avec son club formateur jusqu'en 2021

#### Derby County
Le 16 septembre 2020, Kamil Jóźwiak rejoint l'Angleterre en s'engageant avec le club de Derby County, club évoluant alors en Championship.

#### Charlotte FC
Le 11 mars 2022, Kamil Jóźwiak rejoint le Charlotte FC, club de Major League Soccer.
Jóźwiak inscrit son premier but pour le Charlotte FC le 2 avril 2023, à l'occasion d'une rencontre de MLS face au Toronto FC. Il est titularisé et permet à son équipe d'obtenir le point du match nul (2-2 score final).

#### Grenade CF
Le 1er février 2024, Kamil Jóźwiak fait son retour en Europe en rejoignant le club espagnol du Grenade CF. Il signe un contrat courant jusqu'en juin 2025,.
Il joue son premier match pour Grenade le 11 février 2024, lors d'une rencontre de championnat face au FC Barcelone. Il entre en jeu et les deux équipes se neutralisent (3-3 score final).

### En sélection
Avec les moins de 17 ans, il inscrit un but face au Liechtenstein en octobre 2014. Par la suite, avec les moins de 19 ans, il marque un but contre la Macédoine en octobre 2016.
Le 27 mars 2018, Kamil Jóźwiak reçoit sa première sélection avec l'équipe de Pologne espoirs face à la  Lituanie. Il se fait remarquer en délivrant une passe décisive pour le seul but du match, contribuant à la victoire de son équipe (1-0). Il dispute par la suite les deux matchs de barrage face au Portugal (défaite 0-1 et victoire 3-1), contribuant à la qualification de son équipe à l'Euro espoirs 2019. Bien qu'il soit sélectionné par  Czesław Michniewicz pour disputer le tournoi, Jóźwiak n'y jouera que lors des derniers instants du match de poule face à la Belgique (victoire 3-2). Son équipe sera finalement éliminée à l'issue de la phase de groupe.
Le 19 novembre 2019 Kamil Jóźwiak honore sa première sélection avec l'équipe nationale de Pologne lors d'un match face à la Slovénie. Il entre en jeu à la place de Sebastian Szymański, lors de cette rencontre remportée par son équipe sur le score de trois buts à deux. Un an plus tard, le 18 novembre et pour sa neuvième apparition en sélection, Jóźwiak inscrit son premier but avec l'équipe de Pologne, contre les Pays-Bas mais son équipe s'incline (1-2 score final).

## Statistiques
| Saison                | Club                  | Championnat           | Championnat | Championnat | Coupe nationale | Coupe nationale | Coupe de la Ligue | Coupe de la Ligue | Compétition(s) continentale(s) | Compétition(s) continentale(s) | Compétition(s) continentale(s) | Total | Total |
| Saison                | Club                  | Division              | M.          | B.          | M.              | B.              | M.                | B.                | Comp.                          | M.                             | B.                             | M.    | B.    |
| 2015-2016             | Lech Poznań           | Ekstraklasa           | 10          | 1           | 3               | 0               | -                 | -                 | -                              | -                              | -                              | 13    | 1     |
| 2016-2017             | Lech Poznań           | Ekstraklasa           | 6           | 0           | 4               | 0               | -                 | -                 | -                              | -                              | -                              | 10    | 0     |
| Sous-total            | Sous-total            | Sous-total            | 16          | 1           | 7               | 0               | -                 | -                 | -                              | -                              | -                              | 23    | 1     |
| 2016-2017             | GKS Katowice (prêt)   | I liga                | 12          | 2           | -               | -               | -                 | -                 | -                              | -                              | -                              | 12    | 2     |
| 2017-2018             | Lech Poznań           | Ekstraklasa           | 20          | 3           | 1               | 0               | -                 | -                 | C3                             | 1                              | 1                              | 22    | 4     |
| 2018-2019             | Lech Poznań           | Ekstraklasa           | 31          | 3           | 2               | 0               | -                 | -                 | C3                             | 2                              | 0                              | 35    | 3     |
| 2019-2020             | Lech Poznań           | Ekstraklasa           | 35          | 8           | 4               | 1               | -                 | -                 | -                              | -                              | -                              | 39    | 9     |
| 2020-2021             | Lech Poznań           | Ekstraklasa           | 2           | 0           | 1               | 0               | -                 | -                 | C3                             | 1                              | 0                              | 4     | 0     |
| Sous-total            | Sous-total            | Sous-total            | 88          | 14          | 8               | 1               | -                 | -                 | -                              | 4                              | 1                              | 100   | 16    |
| 2020-2021             | Derby County          | Championship          | 41          | 1           | -               | -               | 2                 | 0                 | -                              | -                              | -                              | 43    | 1     |
| 2021-2022             | Derby County          | Championship          | 17          | 0           | 1               | 0               | 2                 | 0                 | -                              | -                              | -                              | 20    | 0     |
| Sous-total            | Sous-total            | Sous-total            | 58          | 1           | 1               | 0               | 4                 | 0                 | -                              | -                              | -                              | 63    | 1     |
| 2022                  | Charlotte FC          | MLS                   | 0           | 0           | 0               | 0               | -                 | -                 | -                              | -                              | -                              | 0     | 0     |
| Total sur la carrière | Total sur la carrière | Total sur la carrière | 174         | 18          | 16              | 1               | 4                 | 0                 | -                              | 4                              | 1                              | 198   | 20    |

## Palmarès

### En club
Lech Poznań
- Vainqueur de la Supercoupe de Pologne en 2016